# Tournoi de double mixte de curling aux Jeux olympiques d'hiver de 2018
Cet article traite de l'épreuve de double mixte. Pour les autres compétitions, voir Tournoi masculin et Tournoi féminin de curling aux Jeux olympiques d'hiver de 2018.
Navigation
Pékin 2022
Le tournoi de double mixte de curling aux Jeux olympiques d'hiver de 2018 se tient à Gangneung, en Corée du Sud, du 8 au 13 février 2018 dans le Centre de curling de Gangneung. Il s'agit de la première édition de ce tournoi qui s'ajoute aux tournois masculin et féminin apparus en 1924 et réintroduits au sein du programme olympique lors des Jeux de 1998 ayant eu lieu à Nagano.
Les fédérations affiliées à la WCF participent par le biais de leur équipe de double mixte aux épreuves de qualification. Sept équipes rejoignent ainsi la Corée du Sud, nation hôte de la compétition, pour s'affronter lors du tournoi final.

## Préparation de l'événement

### Désignation du pays hôte
La commission exécutive du Comité international olympique a sélectionné le 22 juin 2010 trois villes candidates, soit l'ensemble des villes postulant à la candidature. Les trois villes retenues (Annecy, Munich et Pyeongchang) ont alors entamé la deuxième phase de la procédure.
À l'issue de celle-ci, le 6 juillet 2011 à Durban, après avoir étudié les dossiers de chaque ville, le jury désigne Pyeongchang comme ville hôte des Jeux olympiques de 2018 au terme d'un unique tour de scrutin. Lors de celui-ci, la ville sud-coréenne devance Munich de trente-huit voix et Annecy de cinquante-six voix.

### Lieux des compétitions
L'intégralité du tournoi de double mixte, ainsi que les tournois masculin et féminin, se déroulent au centre de curling de la ville de Gangneung qui se trouve à proximité de Pyeongchang. Construite en 1998 et rénové à l'occasion de l'organisation des Jeux olympiques, le centre de curling peut accueillir jusqu'à 3 500 personnes comme ce fut le cas lors du Championnat du monde de curling féminin 2009.

### Calendrier
| Calendrier de l'épreuve | Calendrier de l'épreuve | Calendrier de l'épreuve | Calendrier de l'épreuve | Calendrier de l'épreuve | Calendrier de l'épreuve | Calendrier de l'épreuve | Calendrier de l'épreuve | Calendrier de l'épreuve | Calendrier de l'épreuve | Calendrier de l'épreuve | Calendrier de l'épreuve | Calendrier de l'épreuve | Calendrier de l'épreuve | Calendrier de l'épreuve | Calendrier de l'épreuve | Calendrier de l'épreuve | Calendrier de l'épreuve | Calendrier de l'épreuve |
| Février 2018            | 8                       | 9                       | 10                      | 11                      | 12                      | 13                      | 14                      | 15                      | 16                      | 17                      | 18                      | 19                      | 20                      | 21                      | 22                      | 23                      | 24                      | 25                      |
| ----------------------- | ----------------------- | ----------------------- | ----------------------- | ----------------------- | ----------------------- | ----------------------- | ----------------------- | ----------------------- | ----------------------- | ----------------------- | ----------------------- | ----------------------- | ----------------------- | ----------------------- | ----------------------- | ----------------------- | ----------------------- | ----------------------- |
| Double mixte            | C                       | C                       | C                       | C                       | C                       | ●                       |                         |                         |                         |                         |                         |                         |                         |                         |                         |                         |                         |                         |

|   | Jour de l'épreuve |
| ● | Finale            |

## Acteurs du tournoi

### Équipes qualifiées
Chaque Comité national olympique peut engager une seule équipe dans la compétition.
Les épreuves qualificatives du tournoi de double mixte de curling des Jeux olympiques se déroulent du 16 avril 2016 au 29 avril 2017. En tant que pays hôte, la Corée du Sud est qualifiée d'office, tandis que les autres équipes passent par un mode de qualification mondiale.
Pour obtenir sa place pour les Jeux olympiques, il faut faire partie des sept meilleures nations des deux dernières éditions du championnat du monde de curling, à savoir les éditions de 2016 à Karlstad, en Suède, et de 2017 à Lethbridge, au Canada. Ce classement est déterminé par l'attribution de points en fonction de la position atteinte lors de la compétition.
| Compétition                        | Date                                          | Lieu                | Places | Qualifiés                                                                     |
| ---------------------------------- | --------------------------------------------- | ------------------- | ------ | ----------------------------------------------------------------------------- |
| Pays organisateur                  | 6 juillet 2011                                |                     | 1      | Corée du Sud                                                                  |
| Championnats du monde 2016 et 2017 | 16 avril-23 avril 2016 22 avril-29 avril 2017 | Karlstad Lethbridge | 7      | Chine Canada Athlètes olympiques de Russie États-Unis Suisse Norvège Finlande |
| Total                              |                                               |                     | 8      |                                                                               |

### Joueurs et joueuses
Le tournoi de double mixte est un tournoi international sans aucune restriction d'âge. Chaque nation doit présenter une équipe composée d'un joueur et d'une joueuse.
| Athlètes olympiques de Russie                                                           | Canada                                                              | Chine                                                                          | Corée du Sud                                                         |
| --------------------------------------------------------------------------------------- | ------------------------------------------------------------------- | ------------------------------------------------------------------------------ | -------------------------------------------------------------------- |
| Femme : Anastasia Bryzgalova Homme : Aleksandr Krushelnitskiy Entraîneur : Vasily Gudin | Femme : Kaitlyn Lawes Homme : John Morris Entraîneur : Paul Webster | Femme : Wang Rui Homme : Ba Dexin Entraîneur : Zhang Zhipeng                   | Femme : Jang Hye-ji Homme : Lee Ki-jeong Entraîneur : Jim Cotter     |
| États-Unis                                                                              | Finlande                                                            | Norvège                                                                        | Suisse                                                               |
| Femme : Rebecca Hamilton Homme : Matt Hamilton Entraîneur : Jake Higgs                  | Femme : Oona Kauste Homme : Tomi Rantamäki Entraîneur : Brian Gray  | Femme : Kristin Skaslien Homme : Magnus Nedregotten Entraîneur : Thomas Løvold | Femme : Jenny Perret Homme : Martin Rios Entraîneur : Theo Schneider |

### Arbitres
La Fédération mondiale de curling a sélectionné 11 arbitres pour les trois tournois olympiques :
| - POL Wojciech Augustyniak - CAN Dianne Barker - GER Tim Bastian - NZL Darren Carson - USA Susie Czarnetzki - CAN Rae Kells (arbitre en chef) | - KOR Kim Kyung-seog - GBR Anne Malcolm - CAN Ken McArton - RUS Aleksandr Orlov - GBR Alan Stanfield (arbitre en chef adjoint) |

## Compétition

### Format de la compétition
Au cours du premier tour, les huit équipes qualifiées sont réunies dans un groupe unique dans lequel chacune d'entre elles joue contre chacune des autres équipes. Le classement est établi en fonction du décompte victoires/défaites et voit les quatre meilleures équipes rejoindre les demi-finales.

### Premier tour
| Rang | Pays                          | V | D | Pp | Pc | Manches gagnées | Manches perdues | Manches blanches | Manches volées | Tirs % |
| ---- | ----------------------------- | - | - | -- | -- | --------------- | --------------- | ---------------- | -------------- | ------ |
| 1    | Canada                        | 6 | 1 | 52 | 26 | 29              | 20              | 0                | 9              | 80 %   |
| 2    | Suisse                        | 5 | 2 | 45 | 33 | 29              | 26              | 0                | 10             | 72 %   |
| 3    | Athlètes olympiques de Russie | 4 | 3 | 36 | 44 | 26              | 27              | 1                | 7              | 67 %   |
| 4    | Chine                         | 4 | 3 | 47 | 42 | 27              | 27              | 1                | 6              | 72 %   |
| 4    | Norvège                       | 4 | 3 | 39 | 43 | 26              | 25              | 1                | 8              | 74 %   |
| 6    | Corée du Sud                  | 2 | 5 | 42 | 47 | 26              | 26              | 1                | 7              | 70 %   |
| 6    | États-Unis                    | 2 | 5 | 37 | 43 | 26              | 25              | 0                | 9              | 74 %   |
| 8    | Finlande                      | 1 | 6 | 35 | 53 | 23              | 29              | 0                | 6              | 66 %   |

 Qualifié pour la phase finale  -   Match de barrage    
| Équipes                       | 1 | 2 | 3 | 4 | 5 | 6 | 7 | 8 | 9 | Total |
| ----------------------------- | - | - | - | - | - | - | - | - | - | ----- |
| États-Unis                    | 3 | 0 | 1 | 1 | 2 | 0 | 2 | - | - | 9     |
| Athlètes olympiques de Russie | 0 | 2 | 0 | 0 | 0 | 1 | 0 | - | - | 3     |

| Équipes | 1 | 2 | 3 | 4 | 5 | 6 | 7 | 8 | 9 | Total |
| ------- | - | - | - | - | - | - | - | - | - | ----- |
| Canada  | 1 | 0 | 3 | 0 | 2 | 0 | 0 | 0 | - | 6     |
| Norvège | 0 | 3 | 0 | 1 | 0 | 2 | 1 | 2 | - | 9     |

| Équipes      | 1 | 2 | 3 | 4 | 5 | 6 | 7 | 8 | 9 | Total |
| ------------ | - | - | - | - | - | - | - | - | - | ----- |
| Corée du Sud | 3 | 1 | 1 | 0 | 0 | 0 | 4 | - | - | 9     |
| Finlande     | 0 | 0 | 0 | 1 | 2 | 1 | 0 | - | - | 4     |

| Équipes | 1 | 2 | 3 | 4 | 5 | 6 | 7 | 8 | 9 | Total |
| ------- | - | - | - | - | - | - | - | - | - | ----- |
| Chine   | 1 | 0 | 0 | 2 | 0 | 1 | 0 | 1 | 0 | 5     |
| Suisse  | 0 | 1 | 1 | 0 | 1 | 0 | 2 | 0 | 2 | 7     |

| Équipes  | 1 | 2 | 3 | 4 | 5 | 6 | 7 | 8 | 9 | Total |
| -------- | - | - | - | - | - | - | - | - | - | ----- |
| Finlande | 0 | 0 | 2 | 0 | 0 | 2 | 2 | 0 | - | 6     |
| Suisse   | 2 | 1 | 0 | 2 | 1 | 0 | 0 | 1 | - | 7     |

| Équipes      | 1 | 2 | 3 | 4 | 5 | 6 | 7 | 8 | 9 | Total |
| ------------ | - | - | - | - | - | - | - | - | - | ----- |
| Corée du Sud | 0 | 1 | 0 | 0 | 4 | 0 | 2 | 0 | 0 | 7     |
| Chine        | 2 | 0 | 3 | 1 | 0 | 1 | 0 | 0 | 1 | 8     |

| Équipes                       | 1 | 2 | 3 | 4 | 5 | 6 | 7 | 8 | 9 | Total |
| ----------------------------- | - | - | - | - | - | - | - | - | - | ----- |
| Athlètes olympiques de Russie | 0 | 1 | 0 | 1 | 1 | 0 | 0 | 1 | - | 4     |
| Norvège                       | 0 | 0 | 1 | 0 | 0 | 1 | 1 | 0 | - | 3     |

| Équipes    | 1 | 2 | 3 | 4 | 5 | 6 | 7 | 8 | 9 | Total |
| ---------- | - | - | - | - | - | - | - | - | - | ----- |
| États-Unis | 1 | 0 | 1 | 0 | 0 | 1 | 1 | 0 | - | 4     |
| Canada     | 0 | 1 | 0 | 1 | 3 | 0 | 0 | 1 | - | 6     |

| Équipes      | 1 | 2 | 3 | 4 | 5 | 6 | 7 | 8 | 9 | Total |
| ------------ | - | - | - | - | - | - | - | - | - | ----- |
| Corée du Sud | 0 | 0 | 0 | 1 | 0 | 2 | 0 | - | - | 3     |
| Norvège      | 1 | 3 | 1 | 0 | 1 | 0 | 2 | - | - | 8     |

| Équipes    | 1 | 2 | 3 | 4 | 5 | 6 | 7 | 8 | 9 | Total |
| ---------- | - | - | - | - | - | - | - | - | - | ----- |
| États-Unis | 1 | 1 | 0 | 1 | 0 | 0 | 1 | - | - | 4     |
| Suisse     | 0 | 0 | 1 | 0 | 1 | 1 | 6 | - | - | 9     |

| Équipes | 1 | 2 | 3 | 4 | 5 | 6 | 7 | 8 | 9 | Total |
| ------- | - | - | - | - | - | - | - | - | - | ----- |
| Chine   | 0 | 2 | 0 | 1 | 0 | 1 | 0 | - | - | 4     |
| Canada  | 3 | 0 | 4 | 0 | 1 | 0 | 2 | - | - | 10    |

| Équipes                       | 1 | 2 | 3 | 4 | 5 | 6 | 7 | 8 | 9 | Total |
| ----------------------------- | - | - | - | - | - | - | - | - | - | ----- |
| Athlètes olympiques de Russie | 0 | 0 | 4 | 0 | 1 | 2 | 0 | - | - | 7     |
| Finlande                      | 2 | 1 | 0 | 1 | 0 | 0 | 1 | - | - | 5     |

| Équipes  | 1 | 2 | 3 | 4 | 5 | 6 | 7 | 8 | 9 | Total |
| -------- | - | - | - | - | - | - | - | - | - | ----- |
| Canada   | 1 | 0 | 1 | 1 | 0 | 5 | - | - | - | 8     |
| Finlande | 0 | 1 | 0 | 0 | 1 | 0 | - | - | - | 2     |

| Équipes                       | 1 | 2 | 3 | 4 | 5 | 6 | 7 | 8 | 9 | Total |
| ----------------------------- | - | - | - | - | - | - | - | - | - | ----- |
| Chine                         | 0 | 0 | 0 | 3 | 0 | 0 | 1 | 1 | 0 | 5     |
| Athlètes olympiques de Russie | 1 | 1 | 1 | 0 | 1 | 1 | 0 | 0 | 1 | 6     |

| Équipes      | 1 | 2 | 3 | 4 | 5 | 6 | 7 | 8 | 9 | Total |
| ------------ | - | - | - | - | - | - | - | - | - | ----- |
| États-Unis   | 0 | 1 | 0 | 0 | 0 | 0 | - | - | - | 1     |
| Corée du Sud | 2 | 0 | 2 | 3 | 1 | 1 | - | - | - | 9     |

| Équipes | 1 | 2 | 3 | 4 | 5 | 6 | 7 | 8 | 9 | Total |
| ------- | - | - | - | - | - | - | - | - | - | ----- |
| Suisse  | 1 | 0 | 0 | 2 | 1 | 0 | 1 | 0 | - | 5     |
| Norvège | 0 | 3 | 1 | 0 | 0 | 1 | 0 | 1 | - | 6     |

| Équipes    | 1 | 2 | 3 | 4 | 5 | 6 | 7 | 8 | 9 | Total |
| ---------- | - | - | - | - | - | - | - | - | - | ----- |
| Chine      | 0 | 1 | 0 | 1 | 1 | 1 | 0 | 2 | - | 6     |
| États-Unis | 2 | 0 | 1 | 0 | 0 | 0 | 1 | 0 | - | 4     |

| Équipes  | 1 | 2 | 3 | 4 | 5 | 6 | 7 | 8 | 9 | Total |
| -------- | - | - | - | - | - | - | - | - | - | ----- |
| Norvège  | 1 | 0 | 1 | 0 | 3 | 0 | 1 | 0 | 1 | 7     |
| Finlande | 0 | 2 | 0 | 1 | 0 | 2 | 0 | 1 | 0 | 6     |

| Équipes | 1 | 2 | 3 | 4 | 5 | 6 | 7 | 8 | 9 | Total |
| ------- | - | - | - | - | - | - | - | - | - | ----- |
| Canada  | 0 | 4 | 0 | 1 | 1 | 1 | - | - | - | 7     |
| Suisse  | 1 | 0 | 1 | 0 | 0 | 0 | - | - | - | 2     |

| Équipes                       | 1 | 2 | 3 | 4 | 5 | 6 | 7 | 8 | 9 | Total |
| ----------------------------- | - | - | - | - | - | - | - | - | - | ----- |
| Corée du Sud                  | 1 | 0 | 1 | 0 | 0 | 1 | 0 | 2 | 0 | 5     |
| Athlètes olympiques de Russie | 0 | 1 | 0 | 2 | 1 | 0 | 1 | 0 | 1 | 6     |

| Équipes                       | 1 | 2 | 3 | 4 | 5 | 6 | 7 | 8 | 9 | Total |
| ----------------------------- | - | - | - | - | - | - | - | - | - | ----- |
| Athlètes olympiques de Russie | 0 | 0 | 1 | 0 | 1 | 0 | - | - | - | 2     |
| Canada                        | 3 | 1 | 0 | 2 | 0 | 2 | - | - | - | 8     |

| Équipes      | 1 | 2 | 3 | 4 | 5 | 6 | 7 | 8 | 9 | Total |
| ------------ | - | - | - | - | - | - | - | - | - | ----- |
| Suisse       | 2 | 1 | 0 | 1 | 1 | 0 | 1 | 0 | - | 6     |
| Corée du Sud | 0 | 0 | 1 | 0 | 0 | 1 | 0 | 2 | - | 4     |

| Équipes    | 1 | 2 | 3 | 4 | 5 | 6 | 7 | 8 | 9 | Total |
| ---------- | - | - | - | - | - | - | - | - | - | ----- |
| Norvège    | 0 | 3 | 0 | 0 | 0 | 0 | - | - | - | 3     |
| États-Unis | 1 | 0 | 1 | 4 | 1 | 3 | - | - | - | 10    |

| Équipes  | 1 | 2 | 3 | 4 | 5 | 6 | 7 | 8 | 9 | Total |
| -------- | - | - | - | - | - | - | - | - | - | ----- |
| Finlande | 0 | 3 | 0 | 1 | 0 | 1 | 0 | - | - | 5     |
| Chine    | 3 | 0 | 1 | 0 | 4 | 0 | 2 | - | - | 10    |

#### 7esession, dimanche 11 février 2018, à 09h05
| Équipes | 1 | 2 | 3 | 4 | 5 | 6 | 7 | 8 | 9 | Total |
| ------- | - | - | - | - | - | - | - | - | - | ----- |
| Norvège | 0 | 1 | 1 | 0 | 1 | 0 | - | - | - | 3     |
| Chine   | 1 | 0 | 0 | 3 | 0 | 5 | - | - | - | 9     |

| Équipes    | 1 | 2 | 3 | 4 | 5 | 6 | 7 | 8 | 9 | Total |
| ---------- | - | - | - | - | - | - | - | - | - | ----- |
| Finlande   | 1 | 0 | 0 | 1 | 1 | 0 | 4 | 0 | - | 7     |
| États-Unis | 0 | 1 | 1 | 0 | 0 | 1 | 0 | 2 | - | 5     |

| Équipes                       | 1 | 2 | 3 | 4 | 5 | 6 | 7 | 8 | 9 | Total |
| ----------------------------- | - | - | - | - | - | - | - | - | - | ----- |
| Suisse                        | 0 | 2 | 0 | 0 | 2 | 2 | 0 | 3 | - | 9     |
| Athlètes olympiques de Russie | 2 | 0 | 4 | 1 | 0 | 0 | 1 | 0 | - | 8     |

| Équipes      | 1 | 2 | 3 | 4 | 5 | 6 | 7 | 8 | 9 | Total |
| ------------ | - | - | - | - | - | - | - | - | - | ----- |
| Canada       | 1 | 1 | 0 | 2 | 1 | 0 | 2 | 1 | - | 8     |
| Corée du Sud | 0 | 0 | 2 | 0 | 0 | 1 | 0 | 0 | - | 3     |

#### Barrage
| Équipes | 1 | 2 | 3 | 4 | 5 | 6 | 7 | 8 | 9 | Total |
| ------- | - | - | - | - | - | - | - | - | - | ----- |
| Chine   | 2 | 0 | 1 | 0 | 2 | 0 | 2 | 0 | - | 7     |
| Norvège | 0 | 3 | 0 | 1 | 0 | 4 | 0 | 1 | - | 9     |

### Phase finale
|  | Demi-finales           | Demi-finales           |                        |    | Finale                 | Finale                 |
|  | Demi-finales           | Demi-finales           |                        |    | Finale                 | Finale                 |
|  |                        |                        |                        |    |                        |                        |
|  | 12 février 2018, 09:05 | 12 février 2018, 09:05 |                        |    | 13 février 2018, 20:05 | 13 février 2018, 20:05 |
|  | 12 février 2018, 09:05 | 12 février 2018, 09:05 |                        |    | 13 février 2018, 20:05 | 13 février 2018, 20:05 |
|  | 1er Canada             | 8                      |                        |    | 13 février 2018, 20:05 | 13 février 2018, 20:05 |
|  | 1er Canada             | 8                      |                        |    | 13 février 2018, 20:05 | 13 février 2018, 20:05 |
|  | 4e Norvège             | 4                      |                        |    | 13 février 2018, 20:05 | 13 février 2018, 20:05 |
|  | 4e Norvège             | 4                      | Canada                 | 10 |                        |                        |
|  | 12 février 2018, 20:05 |                        | Canada                 | 10 |                        |                        |
|  |                        | Suisse                 | 3                      |    |                        |                        |
|  | 3e Russie (OAR)        | Suisse                 | 3                      | 5  |                        |                        |
|  | 3e Russie (OAR)        |                        |                        | 5  |                        |                        |
|  | 2e Suisse              | 7                      |                        |    |                        |                        |
|  | 2e Suisse              | 7                      | Match pour la 3e place |    |                        |                        |
|  |                        |                        |                        |    |                        |                        |
|  | 13 février 2018, 09:05 |                        |                        |    |                        |                        |
|  |                        |                        |                        |    |                        |                        |
|  | Russie (OAR) (DSQ)     | 8                      |                        |    |                        |                        |
|  | Russie (OAR) (DSQ)     | 8                      |                        |    |                        |                        |
|  | Norvège                | 4                      |                        |    |                        |                        |
|  | Norvège                | 4                      |                        |    |                        |                        |

#### Demi-finales
| Équipes | 1 | 2 | 3 | 4 | 5 | 6 | 7 | 8 | 9 | Total |
| ------- | - | - | - | - | - | - | - | - | - | ----- |
| Canada  | 2 | 0 | 0 | 1 | 2 | 0 | 3 | - | - | 8     |
| Norvège | 0 | 1 | 1 | 0 | 0 | 2 | 0 | - | - | 4     |

| Équipes                       | 1 | 2 | 3 | 4 | 5 | 6 | 7 | 8 | 9 | Total |
| ----------------------------- | - | - | - | - | - | - | - | - | - | ----- |
| Athlètes olympiques de Russie | 0 | 2 | 0 | 0 | 2 | 1 | 0 | 0 | - | 5     |
| Suisse                        | 2 | 0 | 1 | 1 | 0 | 0 | 2 | 1 | - | 7     |

#### Match pour la médaille de bronze
Le match pour la médaille de bronze se déroule le 13 février 2018 à 9 h 5.
| Équipes                             | 1 | 2 | 3 | 4 | 5 | 6 | 7 | 8 | 9 | Total |
| ----------------------------------- | - | - | - | - | - | - | - | - | - | ----- |
| Athlètes olympiques de Russie (DSQ) | 2 | 1 | 0 | 2 | 0 | 1 | 1 | 1 | X | 8     |
| Norvège                             | 0 | 0 | 2 | 0 | 2 | 0 | 0 | 0 | X | 4     |

#### Finale
La finale se déroule le 13 février 2018 à 20 h 5.
| Équipes | 1 | 2 | 3 | 4 | 5 | 6 | 7 | 8 | 9 | Total |
| ------- | - | - | - | - | - | - | - | - | - | ----- |
| Canada  | 2 | 0 | 4 | 0 | 2 | 2 | - | - | - | 10    |
| Suisse  | 0 | 2 | 0 | 1 | 0 | 0 | - | - | - | 3     |